# Ключка, Александр Сергеевич
Алекса́ндр Серге́евич Клю́чка (укр. Олександр Сергійович Ключка) — украинский военнослужащий, старший сержант, участник российско-украинской войны. Герой Украины (2022).

## Биография
В конце марта 2022 года в Киевской области старший сержант Александр Ключка и мастер-сержант Павел Билоус отличились в бою с колонной бронетанковой техники противника. Благодаря их действиям были уничтожены танки, боевые машины десанта и пехоты противника.

## Награды
- Звание «Герой Украины» с удостоением ордена «Золотая Звезда» (7 апреля 2022) — за личное мужество и героизм, проявленные в защите государственного суверенитета и территориальной целостности Украины, верность военной присяге[1].